# Siluriano
| Período Siluriano Há 443.8–419.2 milhões de anos PreЄ Є O S D C P T J K Pg N |                                                         |
|                                                                              |                                                         |
| Teor médio de o2 atmosférico durante o período                               | ca. 14 Vol % (70 % do nível atual)                      |
| Teor médio do CO2 atmosférico durante o período                              | ca. 4500 ppm (16 vezes o nível pré-industrial)          |
| Temperatura média da superfície durante o período                            | ca. 17 °C (3 °C acima do nível atual)                   |
| Nível do mar (acima dos dias de hoje)                                        | Cerca de 180m, com excursões negativas de curta duração |

Na escala de tempo geológico, o Siluriano ou Silúrico é o período da era Paleozoica do éon Fanerozoico que está compreendido entre há 443,1 milhões e 419,62 milhões de anos, aproximadamente. O período Siluriano sucede o período Ordoviciano e precede o período Devoniano, ambos de sua era. É o período mais curto da era Paleozoica, sendo o terceiro período do éon Fanerozoico. Divide-se nas épocas Llandovery, Wenlock, Ludlow e Pridoli, da mais antiga para a mais recente. Nele, houve um reavivamento na fauna e na flora da Terra, após as mudanças climáticas ocorridas no Ordoviciano.

## Fauna e Flora
No Siluriano a fauna teve que se recuperar da extinção em massa do ordoviciano , porém ela manteve a predominância de invertebrados, principalmente trilobitas, crinóides, euriptéridos (escorpiões marinhos) e cefalópodes; embora os peixes já estivessem se diversificando bastante. Os primeiros animais conhecidos totalmente adaptados às condições terrestres aparecem durante o Siluriano, incluindo o milípede Pneumodesmus. Algumas evidências também sugerem a presença de aracnídeos predadores e miriápodes no Siluriano tardio. Os invertebrados predatórios indicariam que havia teias alimentares simples que incluíam presas animais não predatórios.
Com relação a flora, este período é marcado pelo surgimento das primeiras plantas terrestres. O Siluriano foi o primeiro período a possuir megafósseis de extensa biota terrestre, na forma de florestas em miniatura de plantas similares a musgo ao longo de lagos e riachos. No entanto, a fauna terrestre não teve um impacto maior na Terra até que se diversificou no Devoniano.

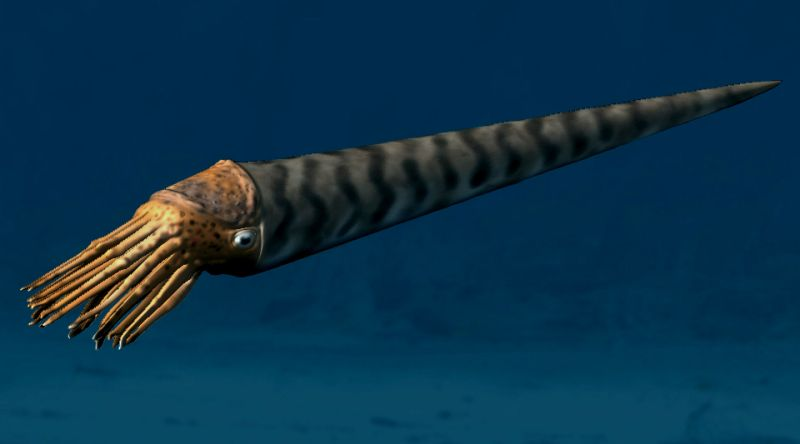
Orthoceras regulare um cefalópode
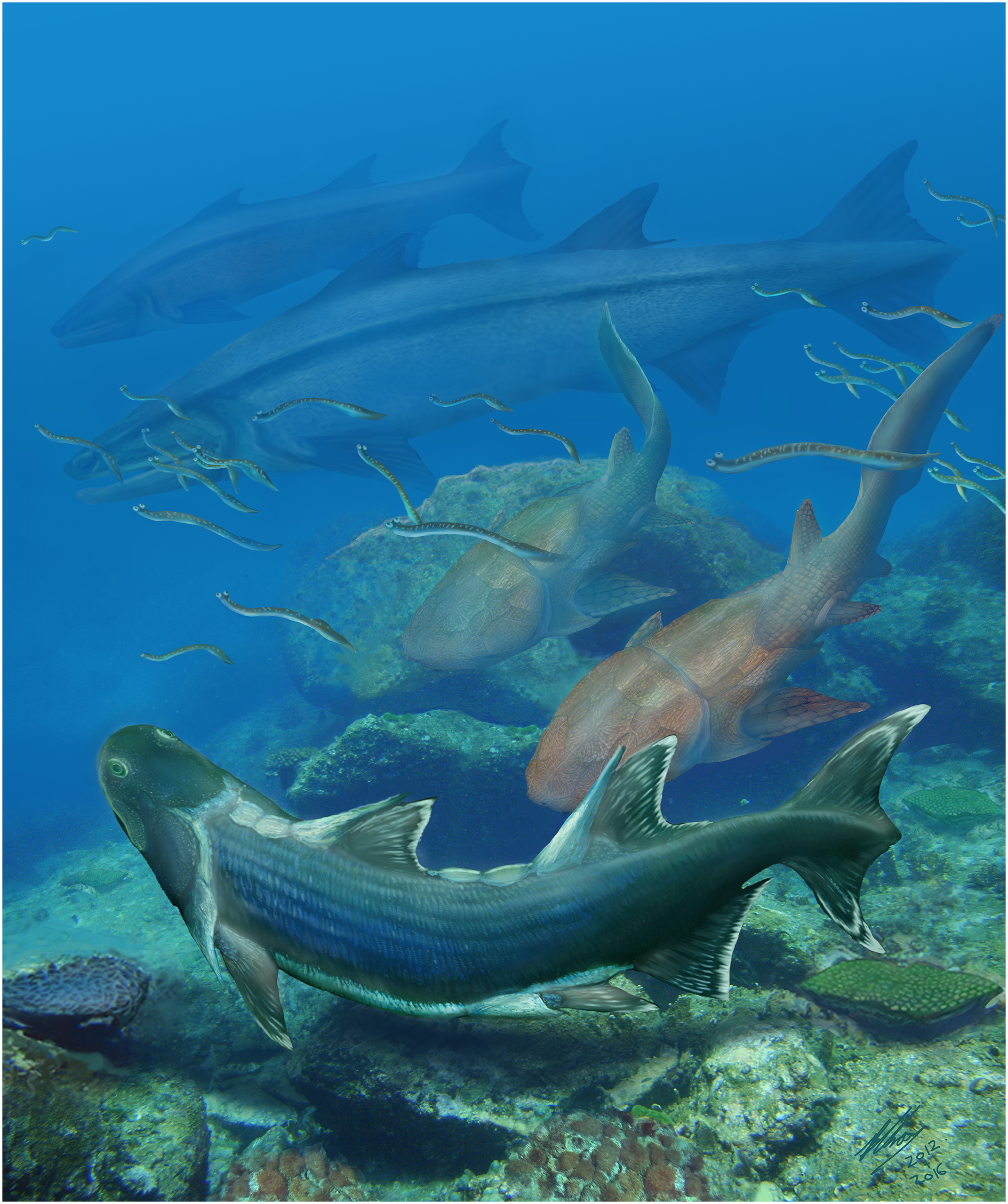
Vários peixes do Perído Siluriano. Primeiro plano Sparalepis tingi, vários conodontes, um par de Entelognathus (média distância) e dois exemplares de Megamastax (fundo)
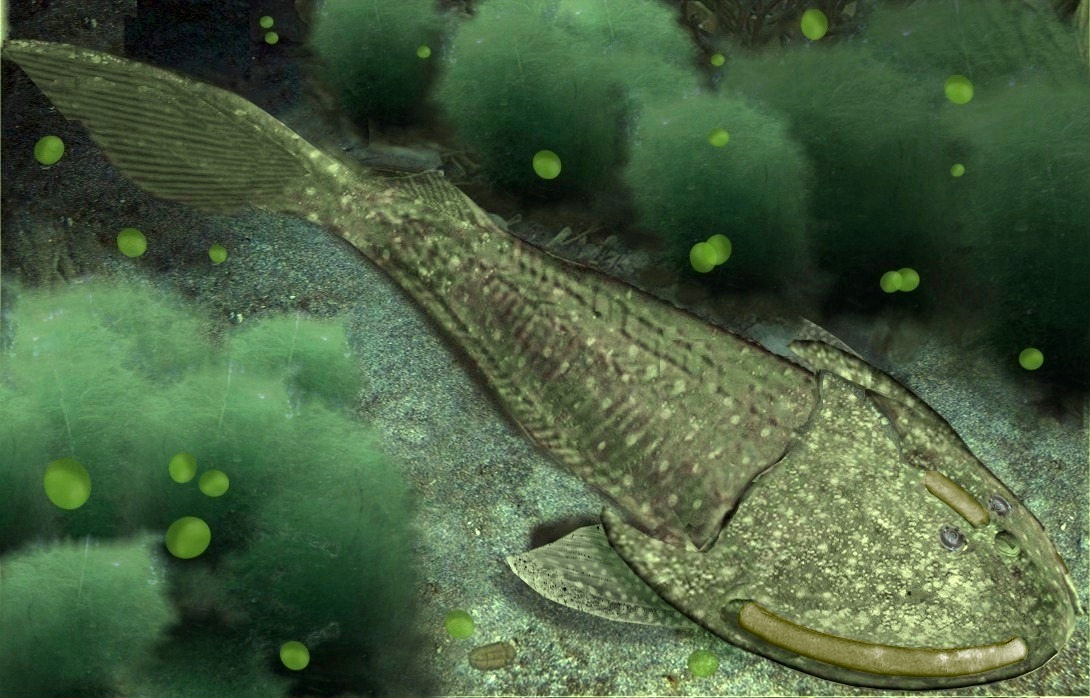
Cephalaspis um peixe
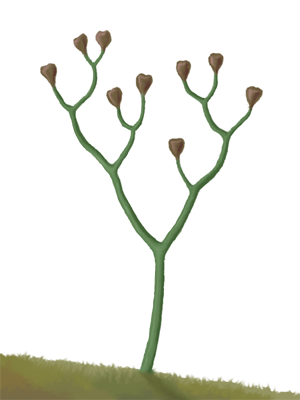
Cooksonia a primeira planta vascular conhecida
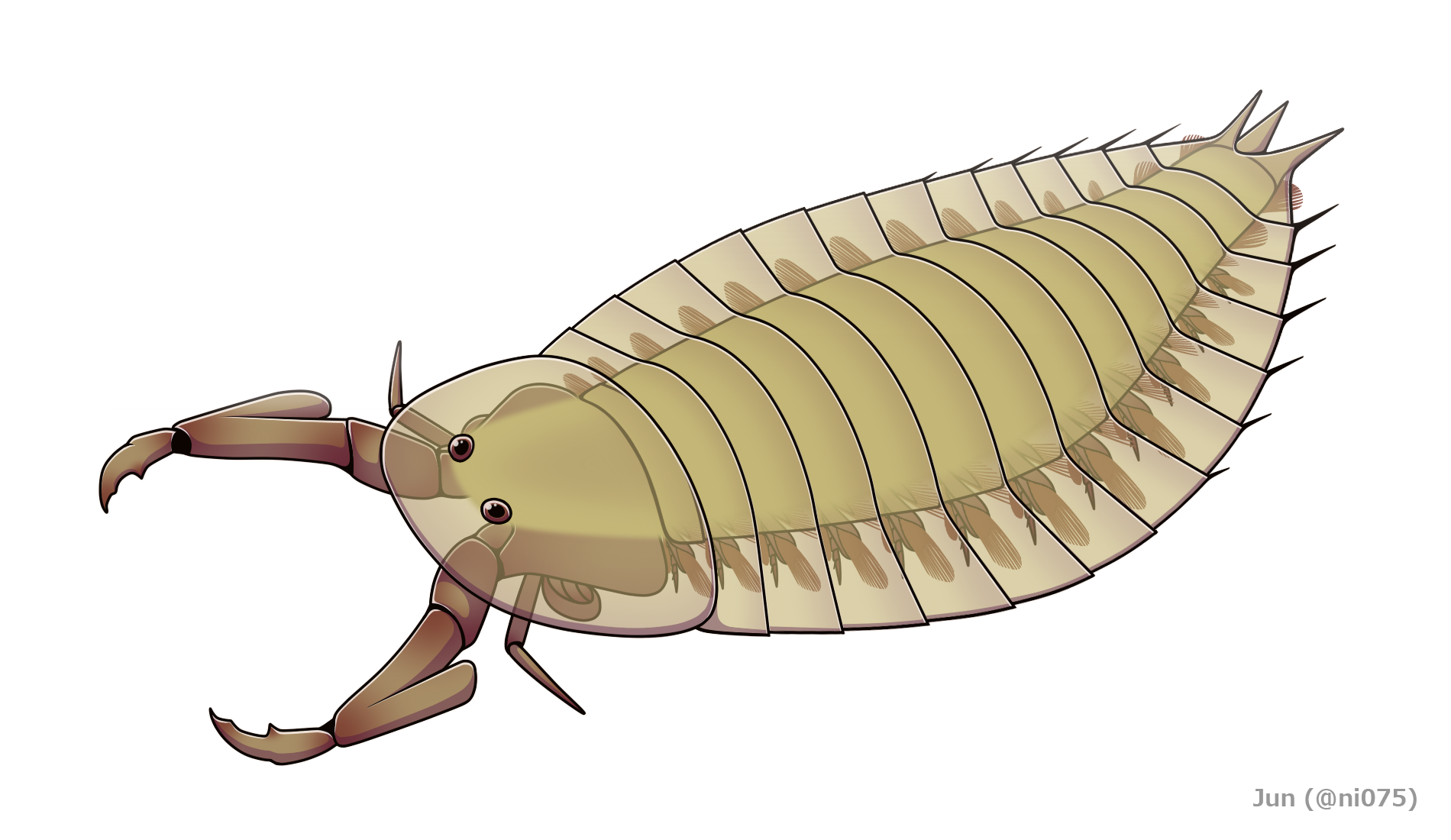
Parioscorpio venator um artropode
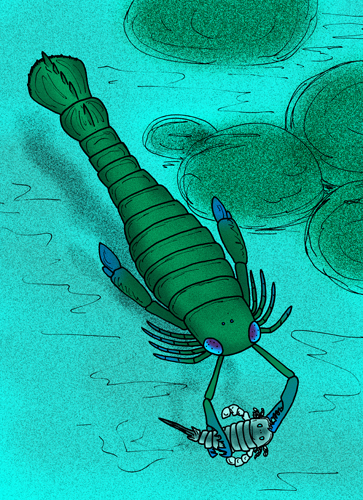
Pterygotus um escorpião-marinho
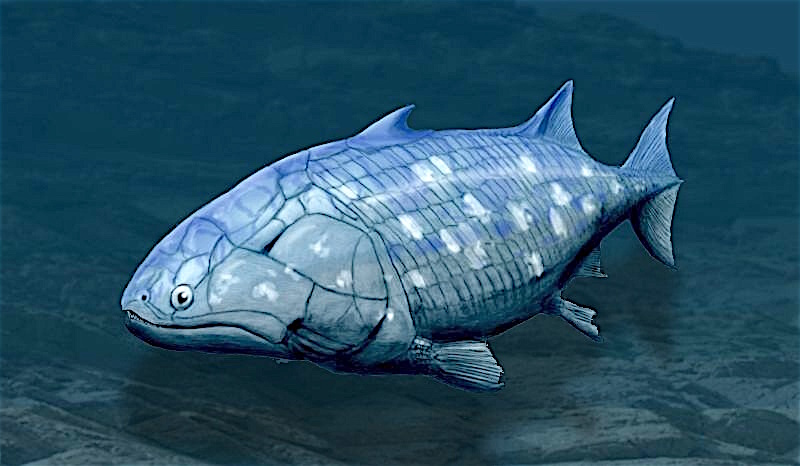
Guiyu oneiros, um peixe
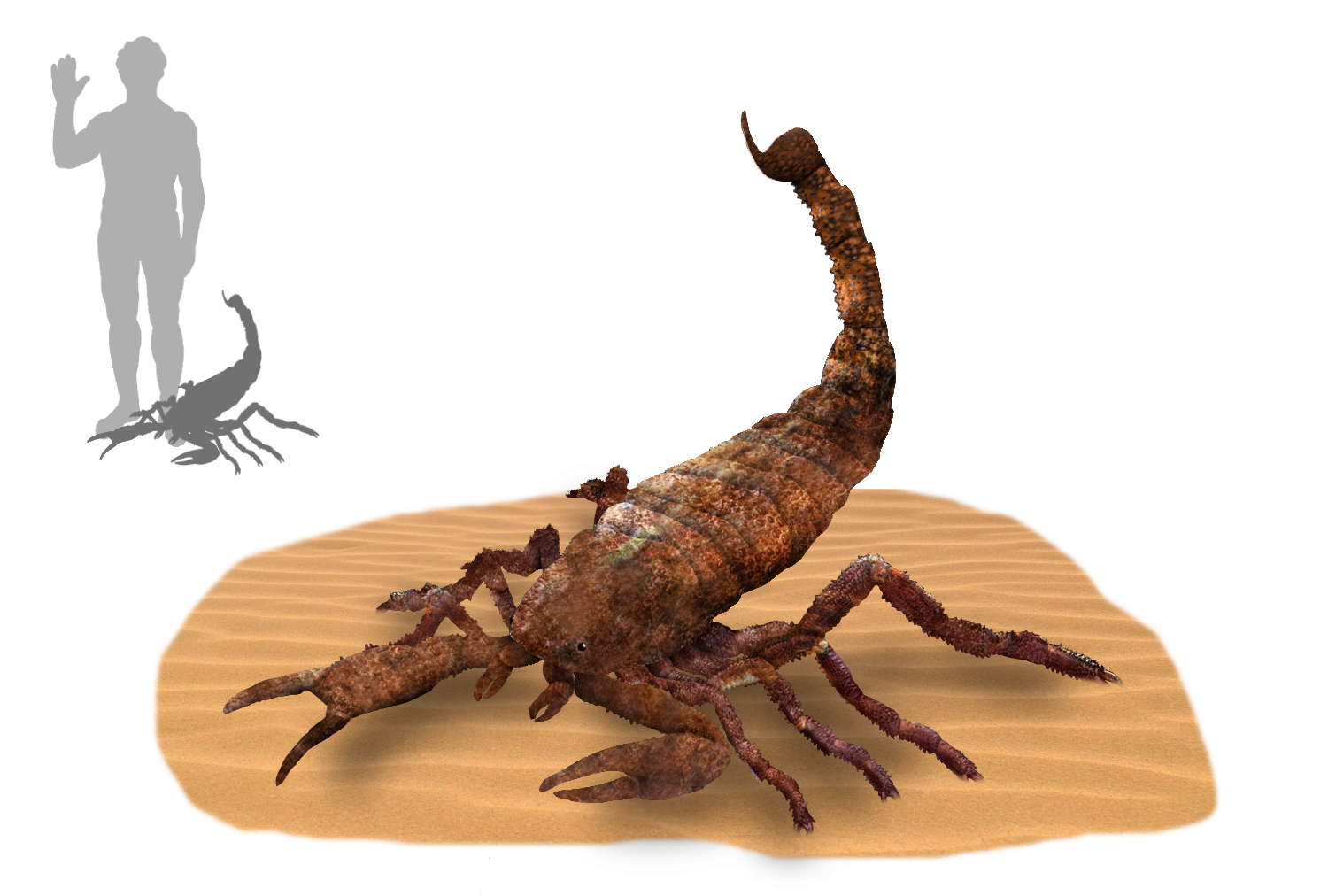
Brontoscorpio um aracnídeo
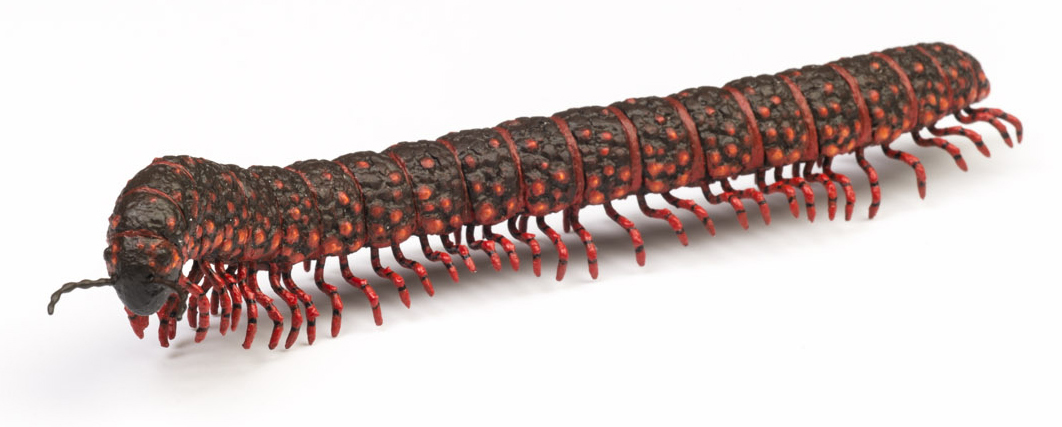
Pneumodesmus, um artrópode
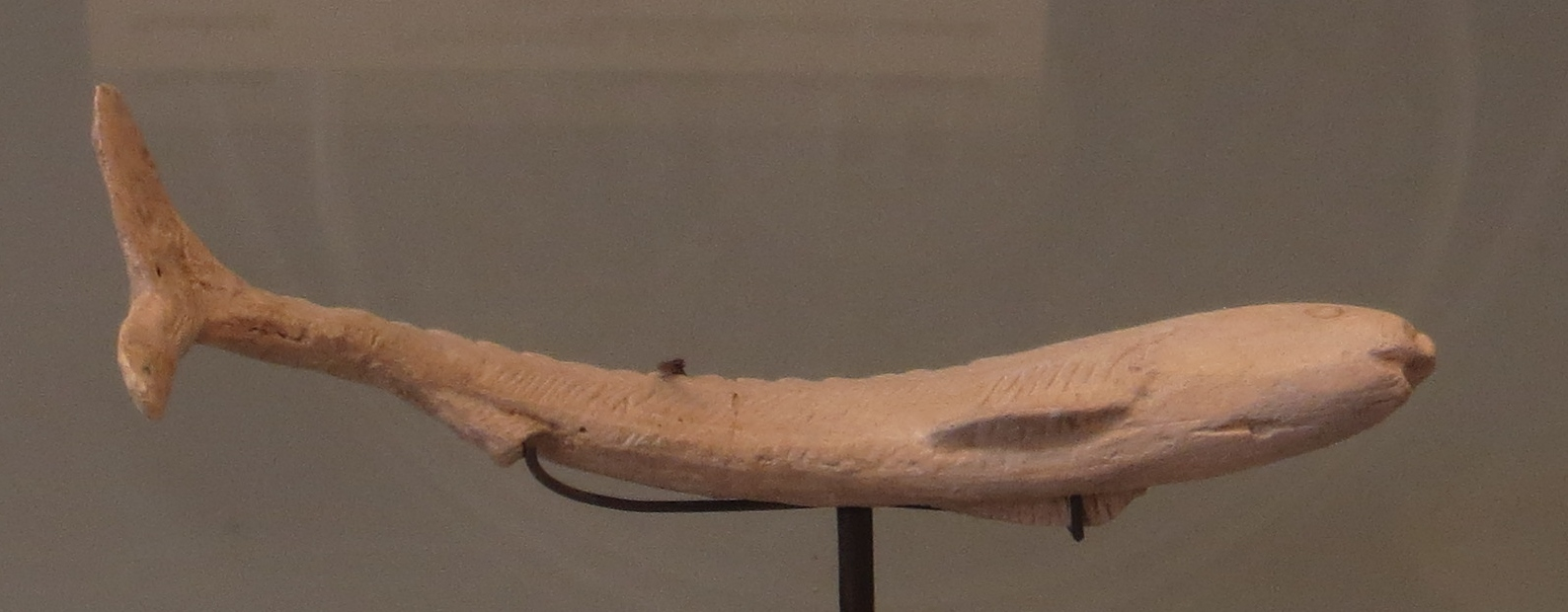
Lasanius, um peixe
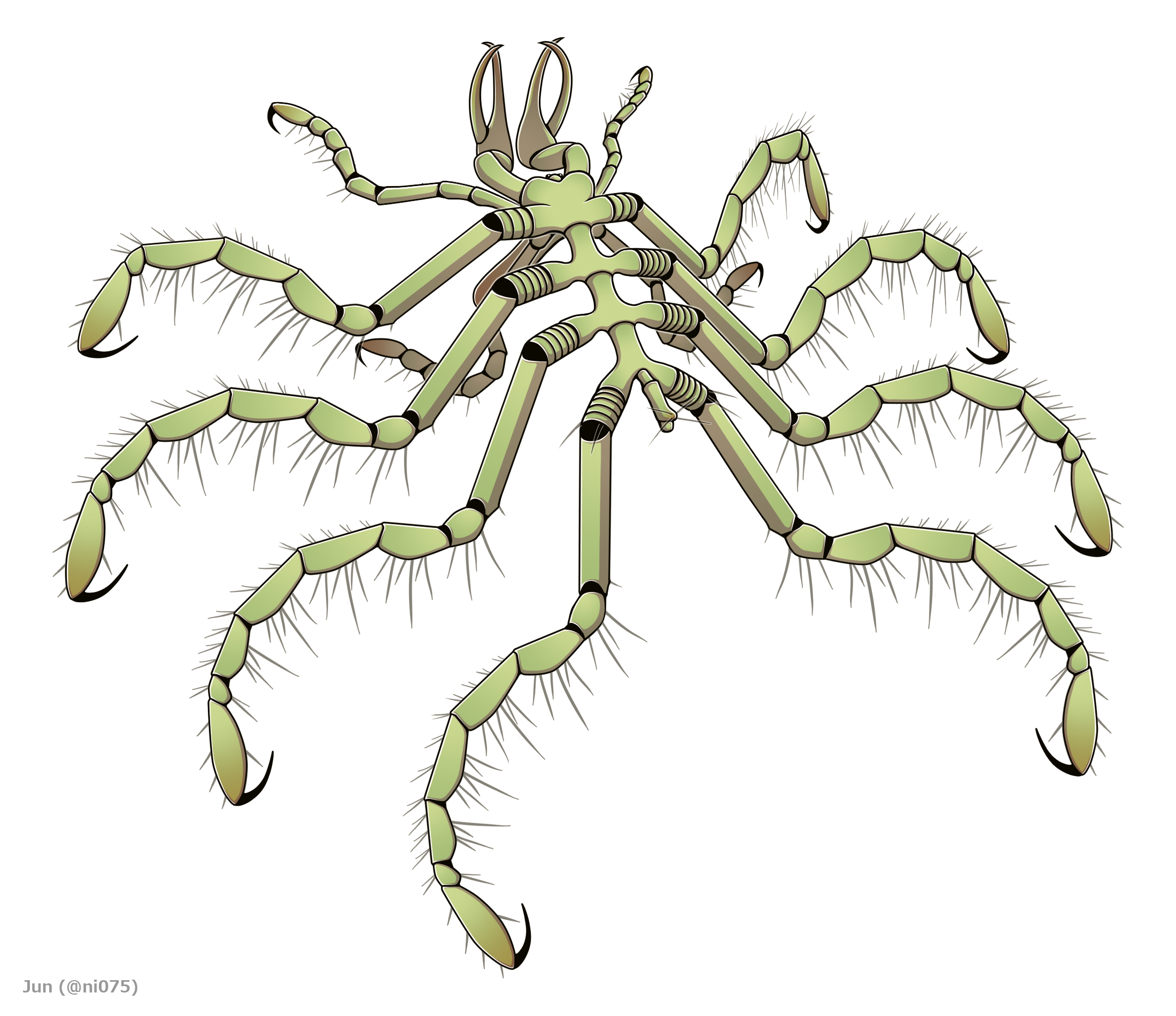
Haliestes, uma aranha-do-mar

## Historiografia
O período Siluriano foi primeiro identificado por Sir Roderick Murchison, que estava examinando um estrato sedimentar rochoso fóssil ao sul do País de Gales no inicio de 1830. O nome para o período originou-se de uma tribo céltica do País de Gales, os Siluares, estendendo a convenção que seu amigo Adam Sedgwick tinha estabelecido para o Cambriano. Em 1835 estes dois amigos apresentaram um trabalho conjunto, sob o título "On the Silurian and Cambrian Systems, Exhibiting the Order in which the Older Sedimentary Strata Succeed each other in England and Wales", o qual foi o germe da escala geológica moderna. Inicialmente, o período Siluriano se sobrepunha ao período Cambriano, provocando um furioso desentendimento que terminou com a amizade dos dois. Charles Lapworth eventualmente resolveu o conflito pela criação do período Ordoviciano.

## Subdivisões
O período Siluriano é usualmente dividida nas épocas, da mais antiga para a mais recente:
- Llandovery,
- Wenlock,
- Ludlow
- Pridoli

Entretanto, alguns esquemas acrescentam as épocas: Llandovery recente, Wenlock médio e Ludlow e  Pridoli tardio. Estes estágios de fauna são caracterizado por seus fósseis característicos, novas espécies de colônias marinhas de graptólitos que aparecem nesta época. Períodos do tempos corresponde a estas séries de rochas, dos estágios mais recentes para os antigos, são:
- Época Pridoli – nenhum estágio definido (Siluriano tardio)
- Época Ludlowa divida em:
  - Ludfordiana (Ludlowa tardio - Siluriano tardio)
  - Gorstiana (Ludlow recente - Siluriano tardio)

- Época Wenlock divida em
  - Homeriana (Wenlock tardia - Siluriano recente ou médio)
  - Sheinwoodiana (Wenlock tardia - Siluriano recente ou médio)

- Época Llandoveria divida em
  - Teliquiano (Llandoveria tardia- Siluriano recente)
  - Aeroniano (Llandoveria média- Siluriano recente)
  - Rudianiano (Llandoveria recente- Siluriano recente)